# Dansk Håndbold
 "DHF" omdirigeres hertil. For andre betydninger af DHF, se DHF (flertydig).
Dansk Håndbold (tidligere Dansk Håndbold Forbund, forkortet DHF) er håndboldens officielle specialforbund i Danmark og medlem af Danmarks Idræts-Forbund og Danmarks Olympiske Komité. Forbundet har cirka 1.000 foreninger med omkring 110.000 medlemmer, der er organiseret i fire regioner. I europæisk sammenhæng gør det DHF til det tredjestørste forbund, kun overgået af Tyskland og Frankrig. Jan Kampman blev den 25. november 2024 udpeget som konstitueret formand som afløser for Morten Stig Christensen, der afgik ved døden den 1. november 2024.

## Historie
Dansk Håndbold blev stiftet som Danmarks Håndbold Forbund blev stiftet 2. juni 1935. Det var relativt sent, når man tager i betragtning, at Danmark var et af de første steder (måske det første), hvor spillet blev udøvet. Indtil forbundets stiftelse var spillets interesser blevet varetaget af Dansk Atletik Forbund. Forbundet ændrede den 21. august 2023 navn fra Dansk Håndbold Forbund til DanskHåndbold.

### Danske turneringer

#### Danmarksmesterskabet
Fra forbundets start arrangerede man mesterskabsturneringer. På det tidspunkt var der fire distriktsforbund, og vinderne fra hvert af disse forbund mødtes til et stævne om det uofficielle danske mesterskab for både damer og herrer. I 1939 opnåede stævnet godkendelse fra DIF, og derfor blev vinderne fra dette år officielle danske mestre. Et forsøg på at skabe en landsdækkende turnering strandede på den tyske besættelse, så kåringen af danmarksmestrene fortsatte på samme måde gennem krigsårene. I 1945 måtte man på grund af de anspændte politiske forhold dog helt opgive at gennemføre stævnet, så der blev ikke kåret danmarksmestre dette år.
Fra sæsonen 1946-47 blev den landsdækkende divisionsturnering for herrerne gennemført med ni hold og fra den følgende sæson med ti hold. Danmarksmestrene var derefter vinderne af divisionen. I første omgang var der tale om en enkeltturnering (holdene mødte hinanden én gang på en sæson), men fra 1951-52 blev det en dobbeltturnering. Efterhånden kom der også flere divisioner til, så man fra 1962-63 havde 1., 2. og to 3. divisioner.
For damerne var det af økonomiske grunde ikke muligt at lave en landsdækkende turnering samtidig med mændene. Derfor fortsatte man systemet med distriktsturneringer efterfulgt at et stævne for vinderne for at kåre danmarksmestrene. I sæsonen 1961-62 blev der oprettet to divisioner for damerne (henholdsvis en øst- og en vestdivision), og fra 1965-66 blev der omsider oprettet en landsdækkende 1. division samt to 2. divisioner.
Siden sæsonen 1986-87 er de danske mestre ikke længere vinderne af den bedste division, men vinderne af et slutspil med deltagelse af de bedst placerede hold i rækken.
Mest sejrende klubber er hos kvinderne FIF med 15 mesterskaber (seneste gang i 1989) foran Viborg HK med 13. Hos herrerne er HG bedst med 13 mesterskaber (seneste gang i 1970) foran KIF Kolding med 11.

#### Pokalturneringen
Fra og med sæsonen 1963-64 har DHF også arrangeret en landspokalturnering for både herrer og damer. Hos damerne er FIF den mest vindende klub med 11 sejre (den seneste dog i 1997), mens GOG hos herrerne har 8 sejre.

### Internationale relationer
Danmarks Athletik Forbund var stiftende medlem af det internationale forbund (IAHF, nu afløst af IHF), og da DHF blev dannet, overtog det medlemskabet. Den første landskamp var blevet spillet 20. august 1934 som en udendørs 11-mandskamp mod Tyskland i København. Den første indendørs landskamp blev spillet mod Sverige 8. marts 1935. Begge disse kampe var herrekampe.
I 1938 deltog det danske landshold i det første verdensmesterskab såvel indendørs som udendørs, der begge blev afholdt i Tyskland. Efter krigen blev IAHF, der var tysk styret, opløst og erstattet af IHF, der blev stiftet 13. juli 1946 i København. Dette forbund arrangerede sin første verdensmesterskabsturnering for herrer i markhåndbold i Frankrig i 1948, hvor Danmark blev nr. 2.
Indendørs blev det første VM-stævne afholdt i 1954, og snart efter blev der arrangeret VM-turnering hvert tredje år. Siden sporten kom på OL-programmet i 1972, er arrangementet blevet afholdt hvert andet år. Markhåndbolden stoppede internationalt for damer i 1960 og herrer i 1966.

#### VM-resultater
Danmark har deltaget i langt de fleste VM-slutrunder for herrer. Det lykkedes ikke at kvalificere sig i 1990, 1997 og 2001, men ellers har landsholdet været med. Det er blevet til fine placeringer med tre verdensmesterskaber i træk som den første nation nogensinde i 2019, 2021 og 2023. Samt sølvmedaljer i 1967, 2011 og 2013 og bronzemedaljerne i 2007. Derudover er det blevet til hele seks fjerdepladser.
Efter 3 finaler med sølvmedaljer (1967, 2011 og 2013) kom guldmedaljerne endelig i hus ved VM 2019 i Tyskland og Danmark.
Damerne har også deltaget i langt de fleste slutrunder til VM, når man ser bort fra perioden 1978-1986. Det er blevet til medaljer syv gange med guldmedaljer i VM i håndbold 1997 (kvinder), sølvmedaljer i 1962 og 1993 samt bronzemedaljer i 1995, 2013, 2021 og 2023.

#### EM-resultater
Der blev først arrangeret europamesterskaber fra 1994. Mesterskabet afholdes hvert andet år, og herrerne har deltaget hver gang, bortset fra 1998. Her er det blevet til otte medaljer gennem årene. To guldmedaljer i 2008 og 2012, sølv i 2014 og 2024 samt bronze i 2002, 2004, 2006 og 2022. 
Damerne har deltaget i europamesterskabet hver gang, og det er blevet til tre guldmedaljer: 1994, 1996 og 2002. Dertil kommer sølvmedaljer i 1998, 2004 og 2022. 

#### OL-resultater
Håndbold kom på det olympiske program i 1972 for herrer, mens det for damer har været med i varierende omfang siden OL i 1976.
Det danske herrelandshold vandt guld ved OL i 2016 og 2024 samt sølv i 2021. Damelandsholdet har deltaget siden 1996 med et imponerende resultat i form af guldmedaljer ved OL i 1996, 2000 og 2004 og senest bronze i 2024.